# Сьюзен Блекслі
Сью́зен Бле́кслі (27 січня 1956 , Лос-Анджелес, Каліфорнія ) — американська акторка мюзиклів та озвучення. Серед її помітних ролей — голоси хрещеної мами Тіммі Тернера Ванди, Анти-Ванди та його матері місис Тернер у фільмі Nickelodeon Дивакуваті родичі; і голос Maleficent у серіалах відеоігор Kingdom Hearts та медіа Діснея. Вона також озвучує леді Тремей, королеву Грімхільде, Злу королеву та мадам Леоту у продовженнях прямого відео до Діснея, тематичних парках та товарах. У 2012 році Блекслі виграла премію «Овація» за головну актрису у мюзиклі для заборонених бродвейських найбільших хітів, том 2.

## Біографія
Блекслі народилася і виросла в Лос-Анджелесі, штат Каліфорнія, 27 січня 1956 року.